# Kungsbacka Graphic
Kungsbacka Graphic AB var ett tryckeri i Kungsbacka som tidigare ingick i Elanderskoncernen under namnet Elanders Tryckeri AB. Ombildningen skedde i februari 2007 efter att Elanders sålde tryckeriet till den verkställande direktören Leif Axelsson. Företaget begärde sig i konkurs måndagen den 22 mars 2010, efter att ha haft en bristande lönsamhet under en längre tid.
Vid konkursen fanns bank- och leverantörsskulder på cirka 83 miljoner kronor, exklusive löneskulder till de (vid konkurstillfället) cirka 185 anställda.
Vid övertagandet 2007 sysselsatte företaget cirka 240 personer och inriktningen var, förutom den traditionella offsettryckningen av produkt- och telekataloger, också direktreklam. Några nyare tryckpressar ihop med paketeringsutrustning övertogs av V-TAB och drevs vidare i lokalerna under drygt ett år, tills beskedet kom att även den verksamheten skulle läggas ned.

## Historik
Tryckeriet, som då var Sveriges största civiltryckeri, köptes i februari 2007 av Elanderskoncernen och hade sedan 1972 varit lokaliserat i Kungsbacka kommun. Tryckeriet var från 1972 också plattform för Elanderskoncernens huvudkontor vilken sedan 2004 finns i Mölnlycke utanför Göteborg. Innan flytten till Kungsbacka 1972 var företaget beläget på Pusterviksgatan vid Järntorget i Göteborg, varifrån det flyttade på grund av platsbrist.

## Teknik
Företaget, som blev nästan 100 år gammalt, startades av Otto Elander 1908 och gick från högtryck med bly via högtryck med plasttyper (letterflex), till offsettekniken som idag är den dominerande tekniken för medelstora och stora upplagor.
All tillverkning av offsetplåt skedde sedan många år med Computer To Plate-teknik (CTP), vilken använder laser för att belysa ett ljuskänsligt skikt.

## Inriktning
Historiskt var inriktningen volymmässigt fokuserad på rotationstryckning och bindning av kataloger av olika slag i stora upplagor, som med tiden kompletterades med allmänna 4-färgtryck inklusive direktreklam samt under 2006 också tryckning av Aftonbladets gratistidning Punkt SE för västra och södra Sverige.
Från tryckeriet i Kungsbacka levererades årligen mer än 2500 långtradare med trycksaker, som sedan distribuerades till ett 20-tal länder i Europa

## Nedgången
Företaget hade haft svårt att klara motgångarna som följde med minskad efterfrågan på dess produkter ihop med lågkonjunktur och varslade anställda i flera omgångar. När företaget fortfarande ägdes av Elanders varslades ett 70-tal personer under 2006, som följdes av ett varsel på 22 personer 2008. Under hösten 2009 varslades ytterligare ett 50-tal personer, men lönsamheten förbättrades ändå inte tillräckligt.